# Marion Lorne
Marion Lorne McDougall (West Pittson, Pensilvania; 12 de agosto de 1883-Nueva York, 9 de mayo de 1968) fue una actriz estadounidense, recordada por su papel de tía Clara en el sitcom de los años 1960 Bewitched.

## Biografía
Siempre soñó con ser actriz. Estudió en la Academia Americana de Arte Dramático, a la que también asistirían Agnes Moorehead en los años 1920 y Elizabeth Montgomery en los 1950. En 1905 entró en Broadway, donde hizo varias apariciones ocasionales; luego se casó con el escritor y guionista Walter C. Hackett (se desconoce la fecha exacta de esta boda). Marion participó en muchas de las obras de su marido, y juntos fundaron el teatro Whitehall en la ciudad de Londres, donde residían.
Después de la muerte de su esposo, el 20 de enero de 1944, Lorne regresó a Estados Unidos y continuó con su trabajo en la pantalla. En 1964 ingresó en el elenco de Hechizada, donde personificaba a la Tía Clara, una bruja mayor, divertida, y que en ocasiones causaba desastres debido a que no podía recordar o hacer correctamente los hechizos. Sus compañeros de set la estimaban mucho y su personaje también es muy querido y recordado.

### Premios
Marion Lorne ganó un Emmy por su actuación en Hechizada; falleció de un ataque al corazón en mayo de 1968, unas semanas antes de la entrega del premio. En la ceremonia, Elizabeth Montgomery recibió el galardón en su nombre. Fue enterrada en el cementerio Ferncliff, en Hartsdale, Nueva York.

## Filmografía
| Año       | Título                       | Papel               | Notas            |
| --------- | ---------------------------- | ------------------- | ---------------- |
| 1951      | Strangers on a Train         | Mrs. Anthony        |                  |
| 1952-1953 | Mr. Peepers                  | Mrs. Gurney         | TV, 17 episodios |
| 1955      | The Girl Rush                | Tía Clara           |                  |
| 1957      | Sally                        | Myrtle Banford      | TV, 2 episodios  |
| 1958      | Suspicion                    | Mrs. Foster         | TV, 1 episodio   |
| 1958      | The DuPont Show of the Month | Veta Louise Simmons | TV, 1 episodio   |
| 1964-1968 | Bewitched                    | Tía Clara           | TV, 27 episodios |
| 1967      | El graduado                  | Miss DeWitte        |                  |